# 최영미 (방송인)
최영미(崔英美, 1961년 ~ )은 대한민국 KBS의 前 아나운서였다.

## 학력
- 숙명여자대학교 무역학과 학사

## 경력
- 1985년 KBS 12기 공채 아나운서

## 방송 진행

### TV
- 가족오락관
- 도전! 주부가요스타
- 사랑의 가족
- KBS 뉴스 9
- KBS 낮 뉴스

### 라디오
- 내일은 푸른하늘 (KBS 제1라디오)
- 노래의 날개 위에 (KBS 제1FM)
- 나의 삶 나의 보람 (KBS 사회교육방송)
- 우리는 한가족 (KBS 제3라디오)